# 卡林阿省

卡林阿省

卡林阿省（英語：Kalinga Province），是一個位於菲律賓呂宋島的省份。首府為塔布克。
根據地圖顯示方位，其位於呂宋島的北部，向北的位置為阿巴堯省；向西的位置為阿布拉省；向東的位置為伊莎貝拉省；向南的位置則是面對高山省。

## 簡介
- 隸屬地區：科迪勒拉行政區
- 時區：GMT+8
- 使用語言：英語、他加祿語
- 人口：182,326人[1]
- 面積：3,231.3平方公里